# Schottische Badminton-Mannschaftsmeisterschaft 2021
Die Schottische Badminton-Mannschaftsmeisterschaft 2021 fand am 23. Oktober 2021 in Glasgow statt. Meister wurde das Team von West of Scotland.

## Gruppe A
| Platz | Team                        | Punkte | Spiele | G | U | V | Spielpunkte |   |    | Sätze |   |    | Bälle |   |     |
| ----- | --------------------------- | ------ | ------ | - | - | - | ----------- | - | -- | ----- | - | -- | ----- | - | --- |
| 1     | West of Scotland            | 2      | 2      | 2 | 0 | 0 | 14          | - | 4  | 30    | - | 11 | 814   | - | 610 |
| 2     | Glasgow & North Strathclyde | 1      | 2      | 1 | 0 | 1 | 11          | - | 7  | 25    | - | 17 | 745   | - | 726 |
| 3     | North East                  | 0      | 2      | 0 | 0 | 2 | 2           | - | 16 | 6     | - | 33 | 550   | - | 773 |

## Gruppe B
| Platz | Team        | Punkte | Spiele | G | U | V | Spielpunkte |   |    | Sätze |   |    | Bälle |   |      |
| ----- | ----------- | ------ | ------ | - | - | - | ----------- | - | -- | ----- | - | -- | ----- | - | ---- |
| 1     | Midland     | 3      | 3      | 3 | 0 | 0 | 20          | - | 7  | 41    | - | 16 | 1098  | - | 810  |
| 2     | Lothian     | 2      | 3      | 2 | 0 | 1 | 21          | - | 6  | 43    | - | 16 | 1143  | - | 907  |
| 3     | Lanarkshire | 1      | 3      | 1 | 0 | 2 | 13          | - | 14 | 29    | - | 29 | 1041  | - | 949  |
| 4     | Highland    | 0      | 3      | 0 | 0 | 3 | 0           | - | 27 | 2     | - | 54 | 549   | - | 1165 |

## Endspiel
- West of Scotland - Midland 6:3